# Racketeering
Racketeering – w krajach anglojęzycznych termin, którym określa się zorganizowaną przestępczość przybierającą formę biznesu i opartą na strategii biznesowej. Jedną z najczęstszych form racketeeringu jest protection racket, polegający na wyłudzaniu pieniędzy w zamian za ochronę, zwykle przed problemem, który stwarza sam wyłudzający. W Stanach Zjednoczonych osoby dopuszczające się takich przestępstw są ścigane na mocy ustawy Racketeering Influenced and Corrupt Organizations (RICO) z 1970 roku. 

## Definicja słownikowa
Słowniki uniwersyteckie Oksfordu i Cambridge definiują słowo racketeering jako praktykę lub aktywność polegającą na zarabianiu pieniędzy w nielegalny sposób. Ten drugi definiuje racketeering również jako zarabianie pieniędzy w wyniku nieszczerej lub nielegalnej aktywności lub w wyniku nielegalnej zorganizowanej aktywności. Dawniej słowem tym określano każde przestępstwo popełniane przez mafię.

## Definicja prawna
W krajach anglojęzycznych tym terminem określa się zorganizowaną działalność przestępczą przybierającą formę biznesu i opartą na strategiach biznesowych. Może polegać na pozyskaniu biznesu w nielegalny sposób, prowadzenia biznesu przy użyciu środków pozyskanych nielegalnie (pranie pieniędzy) lub wykorzystanie biznesu w celu prowadzenia działalności przestępczej. Za racketeering uznaje się działalność ciągłą, czyli czynności powtarzane wielokrotnie. Racketeering jest zwykle domeną przestępczości zorganizowanej, a nie jednostki i obejmuje takie działania, jak handel narkotykami, lichwiarstwo i zabijanie na zlecenie.

### Protection racket
Jedną z najczęstszych form racketeeringu jest protection racket, polegający na stworzeniu problemu przez przestępcę i sprzedaniu ochrony przed tym samym problemem. Podmiot przestępczy grozi osobie prowadzącej działalność gospodarczą lub najemcy zastosowaniem siły fizycznej, jeśli nie uiści opłaty. W zamian za opłatę gwarantuje bezpieczeństwo ze swojej strony. Często wiąże się to również z ochroną przed innymi podmiotami przestępczymi. Osoby popełniające ten rodzaj przestępstwa starają się kontrolować częściowo lub całkowicie, albo przynajmniej osłabić organy ścigania, aby płacenie za ochronę było jedyną gwarancją bezpieczeństwa dla właściciela firmy lub najemcy.
Racketeering występuje też w przypadku prowadzenia nielegalnych usług hazardowych i lichwy. Polega to na dążeniu do zadłużenia osoby, na przykład przez nakłanianie do hazardu lub wzięcia pożyczki, aby móc rościć sobie prawo do ściągania długów, grożąc przy tym użyciem przemocy fizycznej, zawłaszczeniem lub zniszczeniem mienia, a nawet zabójstwem.
Może być też związany z uciszaniem świadków przestępstw. Wówczas podmiot przestępczy dostaje pieniądze od organizacji przestępczej w zamian za pilnowanie, aby świadkowie nie składali zeznań obciążających osoby korzystające z takich usług. Osiągane jest to przez grożenie świadkom wyrządzeniem krzywdy lub zabójstwem. Oszuści zmuszają też niewinnych ludzi do popełnienia przestępstwa lub podstępem doprowadzają do popełnienia przez nich czynów zabronionych, i ściągają opłatę w zamian za zatajenie dowodów czynu i pod groźbą zgłoszenia przestępstwa odpowiednim służbom.

#### Protection racket w Polsce
Słownik języka polskiego PWN uznaje haracz jako termin o podobnej definicji: opłata wymuszana na kimś siłą lub groźbami, zwykle przez grupy przestępcze, jednak Wielki słownik języka polskiego PAN określa haracz w znaczeniu niesłuszna, wymuszona na kimś i bezprawnie ściągana opłata jako wyraz potoczny. W polskim kodeksie karnym rozpoznawane jest podobne przestępstwo jako wymuszenie rozbójnicze w art. 282 i lichwę w art. 304.

## Racketeeringw amerykańskim prawie

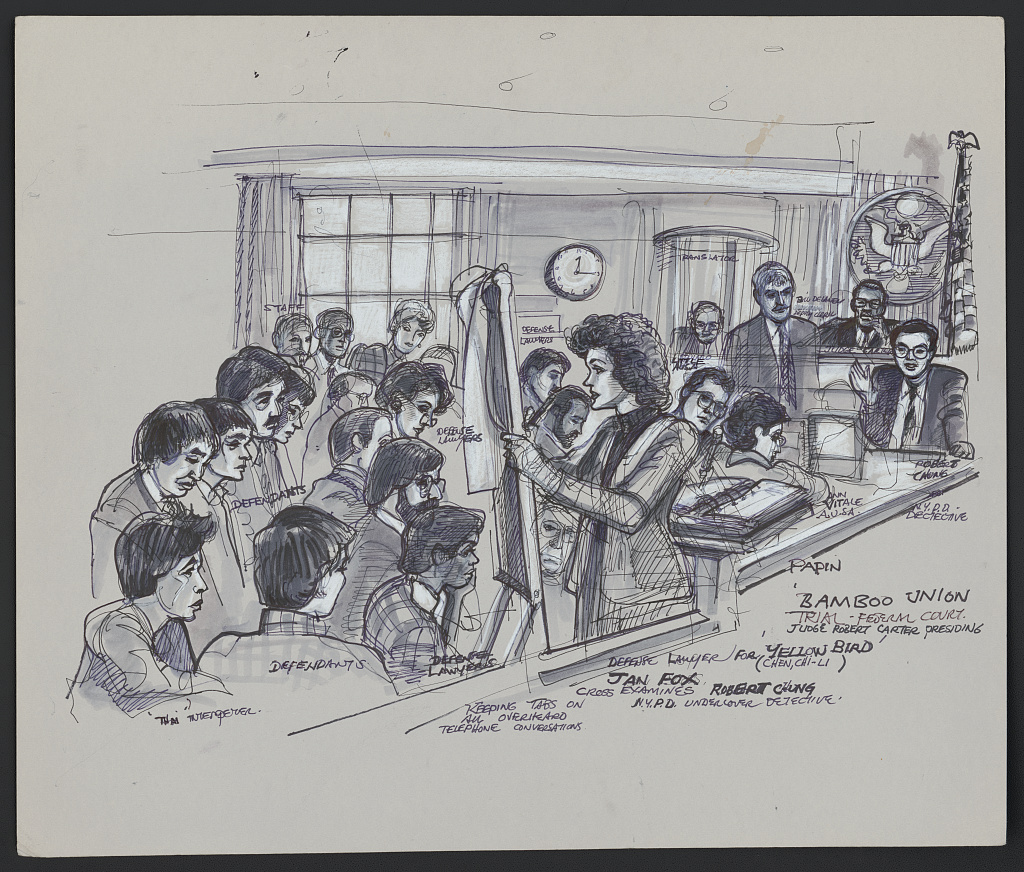
Tajwańscy oskarżeni o przynależność do gangu United Bamboo przed amerykańskim sądem, posądzeni na mocy ustawy Racketeering Influenced and Corrupt Organizations

Stany Zjednoczone uznają racketeering za przestępstwo i ścigają sprawców na mocy ustawy RICO (Racketeering Influenced and Corrupt Organizations) z 1970 roku. Prawo to jest wymierzone w przywódcę organizacji przestępczej, który osobiście nie popełnił przestępstwa związanego z racketeeringiem, zlecając je podwładnym. Po udowodnieniu istnienia organizacji odpowiadającej za przestępstwo, na mocy RICO można skazać dowolnego członka organizacji bez udowadniania, że popełnił określone przestępstwo. Przestępstwa uznawane za racketeering przez RICO obejmują, choć nie są do nich ograniczone: zabójstwo, porwanie, handel narkotykami, łapówkarstwo, podpalenie, nielegalny hazard, pranie pieniędzy, obstrukcję wymiaru sprawiedliwości, oszustwa pocztowe i telefoniczne, oszustwa związane z papierami wartościowymi (takie jak wykorzystywanie informacji poufnych i schemat Ponziego), wymuszenie, podrabianie, oszustwa finansowe, handel ludźmi, unikanie podatków, szantaż, fałszerstwo, oszustwa związane ze służbą zdrowia (takie jak oszukiwanie Medicare i Medicaid), handel nielegalną bronią, nielegalne praktyki związane z pożyczkami i protection racket.